# Help Me Make It Through the Night
Help Me Make It Through the Night (engl. für Hilf mir, durch die Nacht zu kommen) ist ein 1969 von Kris Kristofferson geschriebener Country-Song, der 1970 veröffentlicht wurde. Das Stück wurde 1971 in der Version von Sammi Smith ein Nummer-eins-Hit in den Country-Charts und belegte Platz acht in den Pop-Charts. 

## Inhalt
Das Stück erzählt von einem Mann, der die Nacht nicht allein verbringen möchte und eine Frau darum bittet, bei ihm zu bleiben: Come and lay down by my side till the early morning light. All I´m taking is your time. Help me make it through the night. (Komm und leg dich zu mir, bis der Tag anbricht. Alles was ich nehme, ist deine Zeit. Hilf mir, die Nacht zu überbrücken.).
Nur der Augenblick zähle und alles andere brauche nicht erklärt oder ergründet zu werden: I don´t care what´s right or wrong. I won´t try to understand. Let the devil take tomorrow cause tonight I need a friend. (Mir ist egal, was richtig oder falsch ist. Ich versuche nicht, es zu verstehen. Was morgen sein wird, ist mir egal, denn heute Nacht brauche ich einen Freund.).
Es gehe nur darum, die Nacht zu überbrücken, und weder das Gestern noch das Morgen seien hierfür von Bedeutung: Yesterday is dead and gone and tomorrow is out of sight. And it´s sad to be alone. Help me make it through the night (Der gestrige Tag ist ein für allemal vorbei und der morgige Tag noch nicht in Sicht. Und es ist traurig, allein zu sein. Hilf mir, die Nacht zu überbrücken.).
Die Inspiration zu diesem Lied kam Kristofferson, nachdem er ein Interview mit Frank Sinatra gelesen hatte, in dem dieser sagte, er glaube an alles, was dabei hilft, eine Nacht zu überbrücken, sei es eine Bibel oder eine Flasche Whiskey.

## Andere Versionen
Bereits 1970 erschien er neben der Version von Kristofferson auch von Ray Price auf dem Album For the Good Times sowie in der bekannten Version von Sammi Smith auf ihrem gleichnamigen Album Help Me Make It Through the Night.
1971 nahmen zahlreiche weitere Künstler das Lied auf, wie zum Beispiel (in alphabetischer Reihenfolge) Lynn Anderson (auf dem Album You´re My Man), Joan Baez (auf dem Album Blessed Are…), Glen Campbell (auf dem Album The Last Time I Saw Her), Skeeter Davis (auf dem Album Skeeter Skeeter Skeeter), Engelbert Humperdinck (auf dem Album Another Time, Another Place), Peggy Lee (auf dem Album Where Did They Go), Jerry Lee Lewis (auf dem Album Touching Home), Loretta Lynn (auf dem Album I Wanna Be Free), Olivia Newton-John (auf dem Album If Not For You), Joe Simon (auf dem Album The Sounds of Simon), Percy Sledge (auf dem Album That´s The Way I Want To Live My Life) und Andy Williams (auf dem Album You´ve Got a Friend).
Auch 1972 wurde der Song noch mehrfach veröffentlicht; unter anderem von Elvis Presley (auf dem Album Elvis Now), Hank Crawford (auf dem gleichnamigen Album Help Me Make It Through the Night), Willie Nelson (Willie Nelson: The Willie Way) und Gladys Knight & the Pips (auf Single; B-Seite: If You Gonna Leave (Just Leave)).
Weitere Aufnahmen existieren unter anderem von Bryan Ferry (auf dem Album Another Time, Another Place), John Holt (auf dem Album 1000 Volts Of Holt; Platz 6 im Vereinigten Königreich) und Tammy Wynette (auf dem Album Another Lonely Song) (alle 1974), Lorrie Morgan (auf dem Album The Color of Roses) und Anne Murray (auf dem Album Country Croonin‘ ) (beide 2002), Billy Ray Cyrus (auf dem Album Thin Line von 2016 im Duett mit Kenley Shea Holm) sowie eine ausgefallene Version von Bobby Darin.
Volker Lechtenbrink veröffentlichte 1976 eine deutschsprachige Version mit dem Titel Hilf mir durch die Nacht. Im Jahr 1985 erschien eine deutschsprachige Version mit dem Titel Gö, du bleibst heut nacht bei mir von der österreichischen Band S.T.S. Weiterhin gibt es von Hank Häberle eine schwäbische Version mit dem Titel Nemm den Bendl aus deim Hohr.